# Mamadou Fofana (football, 2000)
Pour les articles homonymes, voir Fofana.
Ne doit pas être confondu avec Mamadou Fofana.
Mamadou Fofana, né le 17 septembre 2000 au Havre (France), est un footballeur franco-mauritanien jouant au poste de milieu central au FC Aarau.
Ses frères, Gueïda et Guessouma Fofana, sont également footballeurs professionnels.

## Biographie

### En club
Mamadou Fofana commence le football au sein de ville natale, à l'ES Mont-Gaillard, club de la banlieue havraise. Il est repéré ensuite par Le Havre AC et rejoint son centre de formation à l'âge de 11 ans. Fofana poursuit son parcours avec le club normand jusqu'à apparaître avec l'équipe professionnelle pour la première fois le 15 novembre 2020 en Coupe de France face à l'USL Dunkerque. Il apparaît à dix reprises avec le HAC la saison suivante, mais, en fin de contrat, il est laissé libre par le club.  
Le 22 juin 2021, il s'engage pour trois saisons avec l'Amiens SC, en Ligue 2. Il apparaît régulièrement dans le groupe professionnel du club picard avant de s'imposer comme un titulaire indiscutable lors de la saison 2022-2023.  

## Statistiques
| Saison                | Club                  | Championnat           | Championnat | Championnat | Championnat | Coupe(s) nationale(s) | Coupe(s) nationale(s) | Coupe(s) nationale(s) | Total | Total | Total |
| Saison                | Club                  | Division              | M.          | B.          | P.d.        | M.                    | B.                    | P.d.                  | M.    | B.    | P.d.  |
| 2019-2020             | Le Havre AC           | Ligue 2               | -           | -           | -           | 1                     | 0                     | 0                     | 1     | 0     | 0     |
| 2020-2021             | Le Havre AC           | Ligue 2               | 9           | 1           | 0           | 1                     | 0                     | 0                     | 10    | 1     | 0     |
| Sous-total            | Sous-total            | Sous-total            | 9           | 1           | 0           | 2                     | 0                     | 0                     | 11    | 1     | 0     |
| 2021-2022             | Amiens SC             | Ligue 2               | 16          | 0           | 0           | 3                     | 0                     | 0                     | 19    | 0     | 0     |
| 2022-2023             | Amiens SC             | Ligue 2               | 36          | 3           | 4           | 2                     | 0                     | 0                     | 38    | 3     | 4     |
| 2023-2024             | Amiens SC             | Ligue 2               | 11          | 0           | 0           | -                     | -                     | -                     | 11    | 0     | 0     |
| Sous-total            | Sous-total            | Sous-total            | 63          | 3           | 4           | 5                     | 0                     | 0                     | 68    | 3     | 4     |
| 2024-2025             | FC Aarau              | Challenge League      | 25+2        | 1           | 4           | 1                     | 0                     | 0                     | 28    | 1     | 4     |
| Total sur la carrière | Total sur la carrière | Total sur la carrière | 99          | 5           | 8           | 8                     | 0                     | 0                     | 107   | 5     | 8     |